# Joey Jordison
Nathan Jonas (Joey) Jordison (Des Moines, 26 april 1975 – 26 juli 2021) was een Amerikaanse heavymetal- en rockmuzikant. Hij verwierf vooral bekendheid als drummer bij de band Slipknot, waarvan hij tot december 2013 deel uitmaakte.

## Achtergrond
Jordison begon op vijf- à zesjarige leeftijd met het bespelen van de gitaar en enkele jaren later met drummen. Voor hij in 1995 bij Slipknot terechtkwam, speelde hij in verschillende extreme metalbands zoals Modifidious en Anal Blast. Tot een van zijn nevenprojecten behoorde de band Murderdolls. Ook was hij betrokken bij Otep en Roadrunner United. Daarnaast was hij actief als producer.
Jordison was regelmatig gastmuzikant bij andere bands. In 2004 verving hij tijdens het Download Festival Lars Ulrich van Metallica. In datzelfde jaar viel hij in voor drummer Frost van Satyricon. In 2007 speelde Jordison samen met de band Korn, ook tijdens het Download Festival en ook op GMM 2007.
Jordison overleed op 46-jarige leeftijd onverwacht in zijn slaap.

## Trivia
- Jordison heeft de term maggots (Engels voor maden) ingevoerd als aanduiding van fans.
- Jordison ontwierp het logo van Slipknot, de zogenaamde Tribal S.

## Discografie
Met Slipknot:
- 1996: Mate. Feed. Kill. Repeat.
- 1999: Slipknot
- 2001: Iowa
- 2004: Vol. 3: The Subliminal Verses
- 2005: 9.0: Live
- 2008: All Hope Is Gone

Andere projecten:
- 2002: Murderdolls: Beyond the Valley of the Murderdolls
- 2004: Otep: House of Secrets
- 2005: Roadrunner United: The All-Star Sessions
- 2007: 3 Inches of Blood: Fire Up the Blades

Als producer:
- 2002: Murderdolls: Beyond the Valley of the Murderdolls
- 2005: Roadrunner United: The All-Star Sessions
- 2005: Slipknot: 9.0: Live
- 2007: Fire Up the Blades: Three Inches of Blood